# أكتاليب أيمونيني
أكتاليب أيمونيني (الاسم العلمي:Octolepis aymoniniana) هو نوع من النباتات يتبع جنس الأكتاليب من الفصيلة المثنانية.